# Simantonnayana
Le Simantonnayana (sanskrit : सीमन्तोन्नयन) est un rite de l'hindouisme, classé dans les samskaras, les cérémonies religieuses marquant les étapes de la vie. Le Simantonnayana est le troisième rite prénatal qui se fait à partir du cinquième mois sur la femme enceinte. Il s'agit de lui coiffer les cheveux d'une certaine manière, trois fois, et de lui mettre autour du cou une guirlande de figuier en récitant certaines prières spécifiques. Cette cérémonie a pour but de donner santé à la mère et à l'enfant qui va naître. Ce rite ancien voulait aussi marquer les esprits afin de protéger la mère et son enfant, plus fragiles après cinq mois de grossesse. Naturellement, comme tous les samskaras, les fidèles offrent des dons au temple lors de l'exécution d'une cérémonie religieuse.